# Сталинизъм
Сталинизмът е версия на марксизма-ленинизма и негово практическо приложение в Съветския съюз след смъртта на Ленин през 1924 г. Той е наложен от съветския лидер Йосиф Сталин през периода от 20-те години на ХХ в. до смъртта му през 1953 г.

## Ленинският комунизъм и сталинизмът
Сталинизмът като машина на терора се различава от Ленинската версия за преследване на народните врагове. При Ленин враговете са извън партията докато при Сталин враговете са вътре в партията, които водят до вътрешно разложение на комунистическата партия и провалят плановото развитие на социалистическото общество.
Главното ново учение на Сталин е теорията на увеличаване на класовата борба след комунистическата революция. Според тази теория с въвеждането на диктатурата на пролетариата класовите противоречия не намаляват, а точно обратно: увеличават се, тъй като бившата буржоазия все по-агресивно се бори за възстановяване на капитализма, но вече не в рамките на антикомунистически партии, а под формата на фракции вътре в комунистическата партия. Този принцип е основният идеологически аргумент в полза на големия терор по времето на управлението на Сталин.
Сталин осъжда и избива хиляди комунисти, видни партийни членове на ръководни позиции в Съветската държава и висши военни. С параноичен страх от премахване на установеното от него статукво, трудовите лагери на смъртта се пълният с набързо осъдени от прословутите „тричленки“ по обвинения в злоупотреба с държавна власт и кражба на държавно имущество. Не липсват и обвинения за извращения и сериозното опорочаване на идеите на социализма и поставяне на комунистическата партия под компрометиращо тежко положение с ниско доверие от народа превърнало се в сборище на кариеристи и разбойници (хора с нечисти помисли). Сталин въвежда еднолична тоталитарна власт, като въвежда военен комунизъм в страната и управлява СССР чрез НКВД, а по-сетне КГБ, а запазва партията да служи като декор на „народна власт“.
По отношение на сталинизма съществуват две главни мнения.
- Независимите анализатори, антикомунистите и по-голямата част от комунистите не смятат сталинизма за отделно учение. Те се аргументират с това, че Сталин не е направил никаква основна, радикална промяна в системата, изградена от Ленин. Нито терорът, нито забраната на критични мнения не са въведени от Сталин, те са присъщи на системата от самото начало. Освен това системата на Ленин от самото начало си е била тоталитарна система, без всякакъв обществен контрол. Сталин само е укрепил системата, сменил е безконтролната власт на група от 10-12 души с безконтролна власт на 1 човек. Според това становище сталинизъм не съществува, дейността на Сталин не е нищо друго, освен логично и последователно продължение на идеите и дейността на Ленин.
- Другото становище се споделя от група комунисти, наричащи себе си марксисти-ленинци антисталинисти. Според тях системата на Сталин е радикална и нова в сравнение с ленинизма. Радикалната промяна е в смяната на колективното ръководство на диктатурата на пролетариата с еднолична диктатура. Също така радикална промяна е размерът на терора: докато при Ленин този терор е бил ограничен и оправдан, при Сталин е бил вече несъразмерен и неоправдан. Освен това комунистите антисталинисти сочат и различия в икономическата политика: докато Ленин е допускал ограничено развитие и роля на частния сектор в икономическия живот на държавата, Сталин е бил краен привърженик за пълното одържавяване във всички сектори на стопанството.